# Daniel Monllor
Arturo Daniel Monllor (* 20. července 1984, Posadas, Argentina) je argentinský fotbalový brankář.

## Klubová kariéra
V Argentině hrál za CA Nueva Chicago. V červenci 2014 poprvé v kariéře přestoupil do zahraničí, odešel do Evropy do portugalského klubu Boavista FC. V době přestupu mu bylo 29 let.